# Kashmir
Il Kashmir è una regione storico-geografica situata a nord del subcontinente indiano fra India e Pakistan, che ha il suo fulcro nella valle del Kashmir. Entrambe ne rivendicano la sovranità, mentre la Cina rivendica solo la zona che controlla dal 1962: le regioni dell'Aksai Chin e del Shaksgam. Fu originariamente un importante centro per la religione induista, e, più tardi, anche per il buddhismo, mentre oggi la maggior parte della popolazione è di religione islamica. Inoltre la regione dà il nome alla pregiata lana di Cashmere.

## Etimologia
Secondo il Nilamata Purana l'origine del nome Kashmir, deriva da "Ka", il cui significato è "acqua", mentre "shimir", significa "essiccare", quindi, Kashmir significa "terra essiccata dall'acqua", che indicherebbe la possibilità che il territorio un tempo fosse sommerso. Altre fonti trovano l'origine della parola nel nome dell'antico ṛṣi Kashyapa, facendo discendere "Kashmir" da "Kashyapa Mir" (il lago del saggio Kashyapa) o "Kashyapa Meru" (il monte Meru di Kashyapa).
Sempre il Nilamata Purana dà il nome "Kashmira" alla "Kashmir Valley", zona che comprende anche il Lago Wular, e "mira", che in sanscrito significa "Oceano di confine". Gli abitanti del Kashmir, tuttavia, chiamano la loro regione "Kashir", nome derivato foneticamente da Kashmir. Gli antichi greci chiamavano la regione con il nome "Kasperia" o "Kashyapa-pura", definizione identificata sia con il "Kaspapyros" di Ecateo e di Stefano di Bisanzio, sia con il "Kaspatyros" o "Kaspatyrol" di Erodoto. Tolomeo chiamava il Kashmir "Kaspeiria".
La parola "Cashmere" è una grafia arcaica del presente Kashmir, e, in alcuni paesi, è ancora scritto in questo modo. Secondo una storia che si perde nel mito, una tribù di origine semitica, di nome Kash, ha fondato le città di Kashan e Kashgar, ma questa non è comunque da confondere con la tribù "Kashyapi", stanziata presso il mar Caspio. Xuánzàng, un monaco cinese che ha visitato il Kashmir nel 631 d.C. lo chiamava "Kia-shi-mi-lo". Monaci tibetani che si spostarono in quel territorio lo chiamarono "Khachal", il cui significato è: "neve e montagna".

## Storia
Intorno alla metà del XII secolo lo scià Mirza divenne il primo monarca musulmano del Kashmir inaugurando la dinastia dei Salatin-i-Kashmir, Sultani del Kashmir. Fu così che, per i successivi cinque secoli, il Kashmir venne governato da sovrani musulmani tra i quali occorre ricordare il sultano Sikandar (Alessandro), detto l'Iconoclasta, il quale ascese al trono nel 1398, e Zayn al-‘Abidin, soprannominato l'Ornamento dei devoti, che divenne sovrano nel 1420.
La dinastia dei Moghul dominò il Kashmir fino al 1751. La dinastia afgana Durrani governò il Kashmir dal 1752 al 1820. Nel 1820 i Sikh, sotto la guida del maharajah Ranjit Singh si annetterono la regione e la governarono fino al 1846.
Da quell'anno il maharajah Gulab Singh divenne governatore del Kashmir con il patrocinio dell'Impero britannico, fondando il regno del Kashmir e Jammu. La dinastia dei Dogra regnò nel Kashmir, sotto protettorato britannico, fino al 1947.

### La divisione tra India e Pakistan
Con la fine dal Raj britannico in India, il principato divenne oggetto di contesa fra India e Pakistan con una guerra che scoppiò nel 1947-48 che portò alla divisione della regione tra i due paesi. Nel 1962 la Cina, dopo un breve conflitto con l'India occupò una parte del territorio. Altri tre conflitti scoppiarono negli anni successivi tra India e Pakistan.
Fino al 2019 la parte indiana, il Jammu e Kashmir ha goduto di ampie condizioni di autonomia garantite a livello costituzionale, unilateralmente revocate quell'anno dal potere centrale indiano.

## Amministrazione
La regione del Kashmir è de facto amministrata da tre Stati, così suddivisi:
- India
  - Jammu e Kashmir
- Pakistan
  - Azad Kashmir
  - Gilgit-Baltistan[7]
- Cina
  - Aksai Chin
  - Shaksgam

L'area occupata dal ghiacciaio Siachen, che si trova al confine fra i tre Stati, non ha ancora un confine definito, ma è controllata dall'India.

## Popolazione

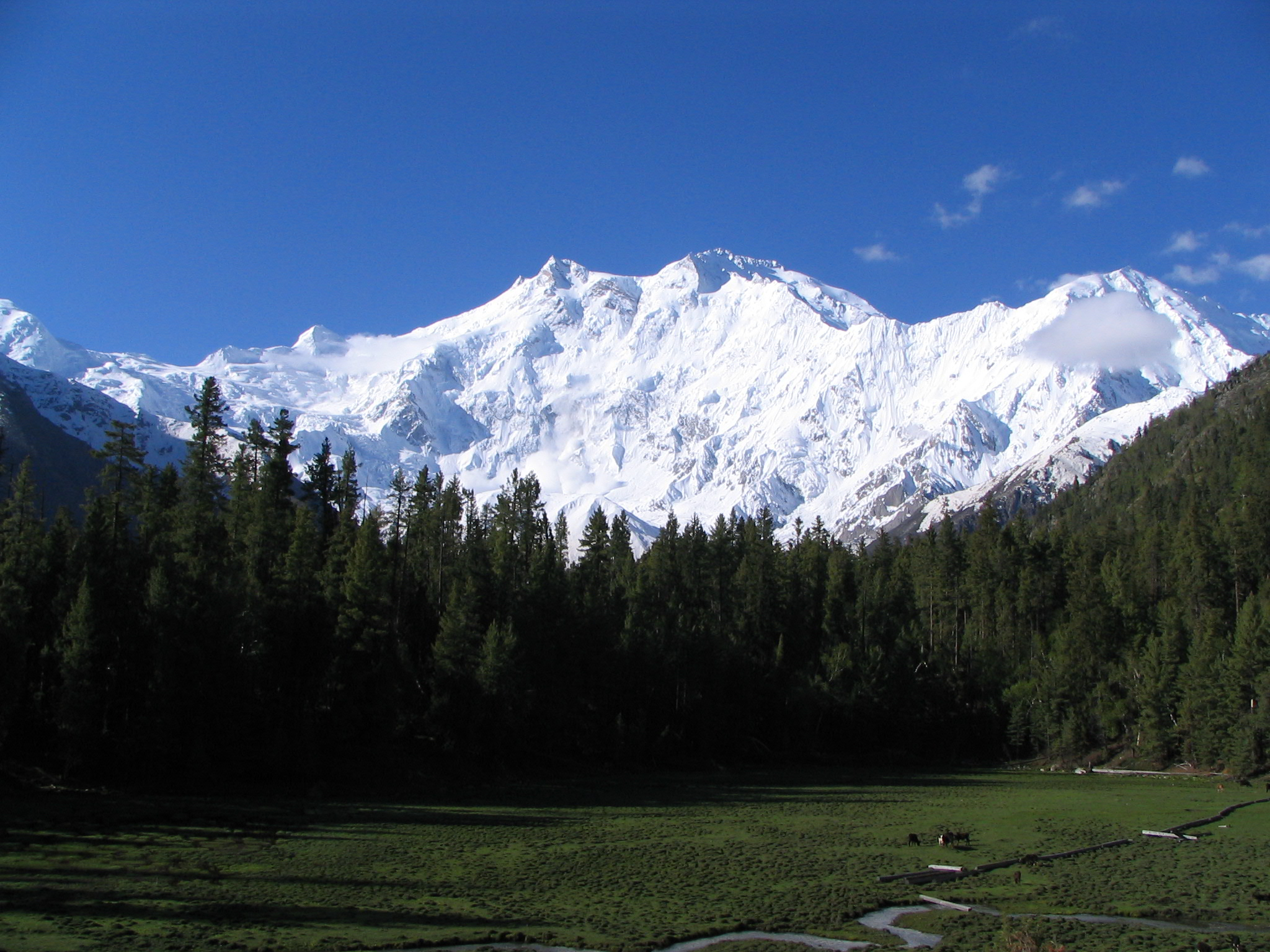
Nanga Parbat nel Kashmir. È la nona vetta più alta della Terra ed è situata presso il limite occidentale della catena dell'Himalaya.

I Kashmiri sono un gruppo etno-linguistico dardo che parla la lingua del Kashmir, che vivono principalmente nella valle del Kashmir, nella parte della contesa regione amministrata dall'India, ma anche nelle altre aree confinanti.
Si può parlare di una diaspora dei Kashmiri, circa un 20 % infatti è emigrato a partire dal 1947 dalla valle del Kashmir, a causa delle vicende politiche, in altre aree e paesi e ai loro discendenti. Gli hindi in particolare verso le altre regioni dell'India, i musulmani verso il Panjshir.

## Sanità
Negli anni 2020 hanno aperto le prime case di cura per anziani soli o abbandonati dalle famiglie.